# داریو هانت
داریو هانت (انگلیسی: Dario Hunt؛ زادهٔ ۲ مهٔ ۱۹۸۹) بازیکن بسکتبال اهل ایالات متحده آمریکا است.